# ティエリー・ヌービル
ティエリー・ジャン・ヌービル（Thierry Jean Neuville、1988年6月16日 - ）は、ベルギー・ザンクト・フィート出身のラリードライバー。コ・ドライバーはマルティン・ヴィダグ。2024年の世界ラリー選手権 (WRC) ドライバーズチャンピオン。

## 略歴

### シトロエン〜フォード

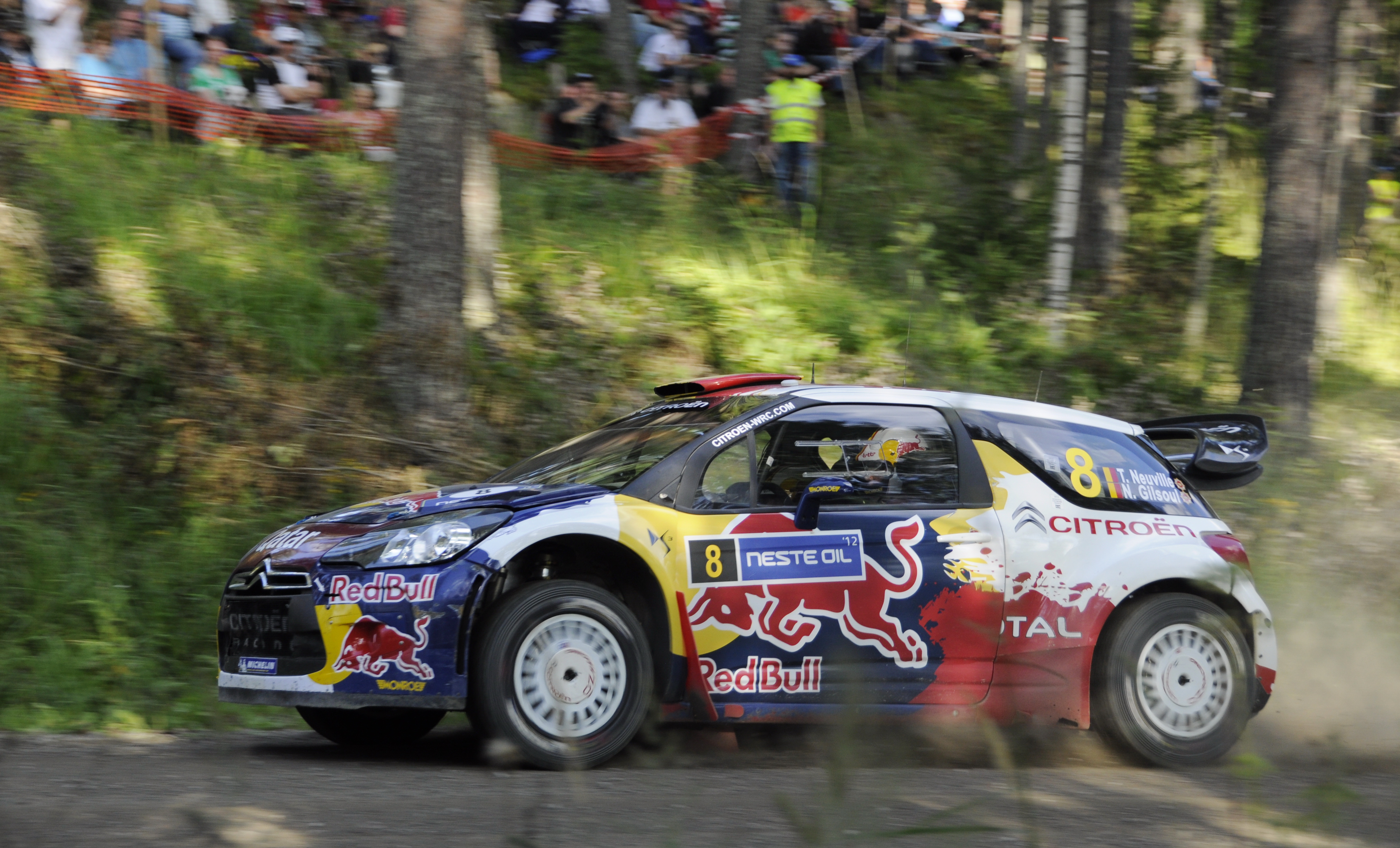
2012年ラリー・フィンランドにて

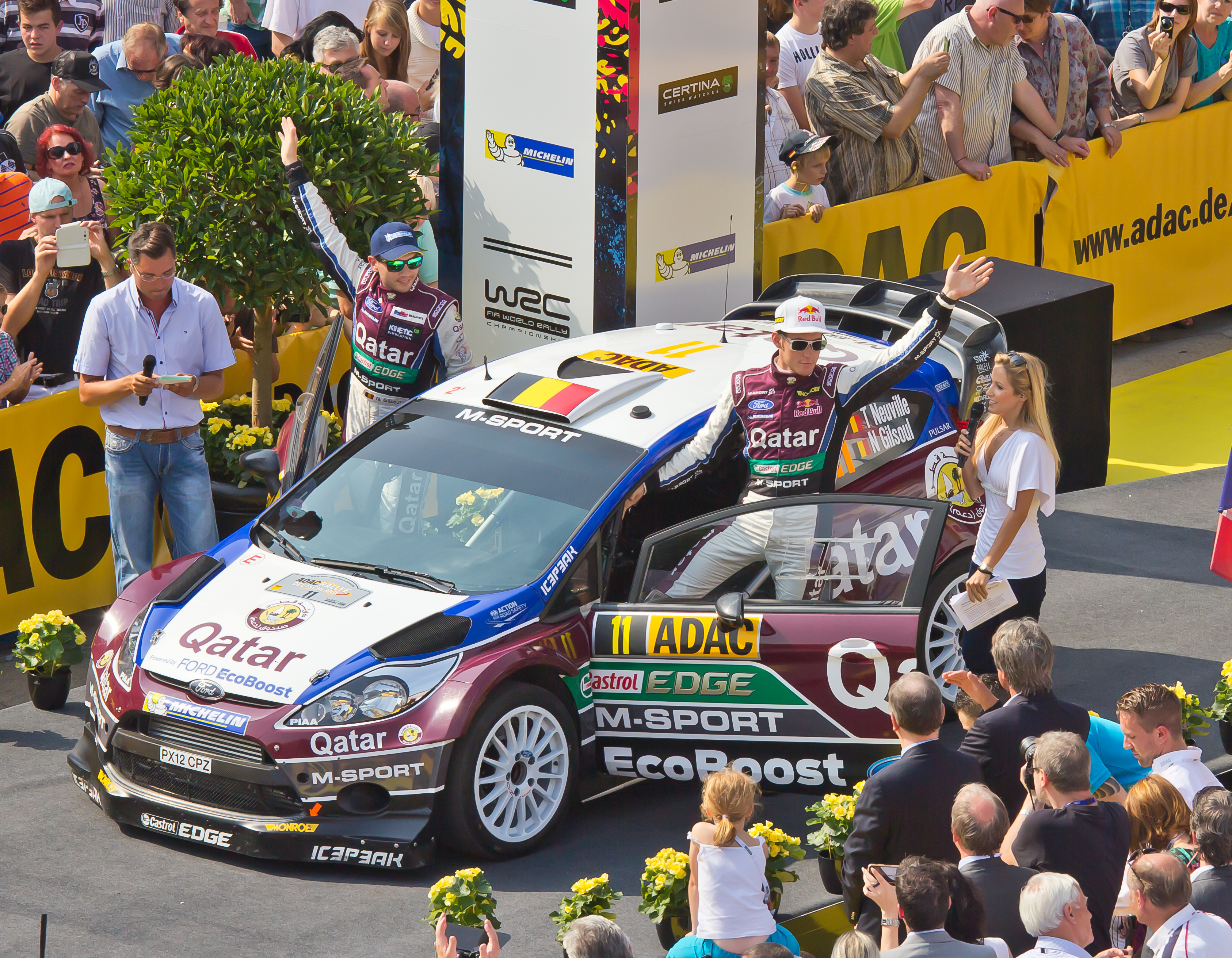
2013年ラリー・ドイチュラントにて

ヌービルはセバスチャン・オジェと同じくプジョー・シトロエングループ (PSA) の育成プログラムで頭角を現した。2010年に、ジュニア世界ラリー選手権 (JWRC) でシトロエン・C2 S1600を駆り、ブルガリアで優勝を飾った。2011年、インターコンチネンタル・ラリー・チャレンジ (IRC) でプジョー・207 S2000を駆り、年間2勝を挙げてランキング5位になった。
2012年は世界ラリー選手権 (WRC) へとステップアップし、シトロエンジュニアチーム（11戦）とカタールワールドラリーチーム（2戦）からフル参戦。シトロエン・DS3 WRCを駆り、フランスで自己ベストの4位に入賞した（年間ランキング7位）。
2013年はフォード（Mスポーツ）へ電撃移籍。セカンドチームのカタール・ワールドラリーチームに所属し、フォード・フィエスタ RS WRCをドライブした。メキシコで3位初表彰台を獲得すると、ドイツではシトロエンのダニ・ソルドと終盤まで優勝争いを繰り広げたが、最終SSのミスで初勝利を逃した。このシーズンは中盤戦以降の4戦連続2位を含めて年間7度の表彰台をものにして、フォルクスワーゲンのセバスチャン・オジェに次ぐ年間ランキング2位を獲得。次世代チャンピオン候補のひとりとして注目された。

### ヒョンデのエースとして
2014年はWRCに復帰するヒョンデのワークスチームへエースドライバー待遇で移籍。メキシコでヒョンデ・i20 WRCを初の3位表彰台に導いた。ドイツでは本番前日のシェイクダウンでマシンを大破してしまうが、上位ドライバーの自滅に助けられ最終日に首位に浮上。チームメイトのソルドとワンツーフィニッシュを果たし、自身とヒョンデのWRC初優勝を達成した。この年の年間ランキングは6位。
2015年もヒョンデから参戦するが、シーズン中盤以降は低迷が続き、セカンドチームに所属する同世代（1987年生）のヘイデン・パッドンの成績を下回る。ヒョンデとシトロエンのマニュファクチャラー部門2位争いが懸かった最終戦イギリスでは、パッドンと交代でセカンドチームに降格された。
2016年はチームの方針でノミネートドライバーから外されたが、イタリアで2年ぶりの2勝目を獲得。後半戦は5戦連続表彰台を重ね、最終戦で年間ランキング2位を決めた。
2017年は開幕戦モンテカルロと第2戦スウェーデンで大差のリードを築きながら、2戦続けてクラッシュを喫した。その後、第4戦コルシカ、第5戦アルゼンチン（0.7秒差の逆転勝利）、第8戦ポーランドの勝利によってポイントを挽回し、フィンランド終了時にはセバスチャン・オジェに並んでランキング首位に立った。しかし、再び2戦連続無得点に終わったことが響き、オジェに5年連続チャンピオンを決められた。最終戦オーストラリアを制して全ドライバー中最多のシーズン4勝と最多ステージ勝利を記録したが、3度目の年間ランキング2位でシーズンを終えた。

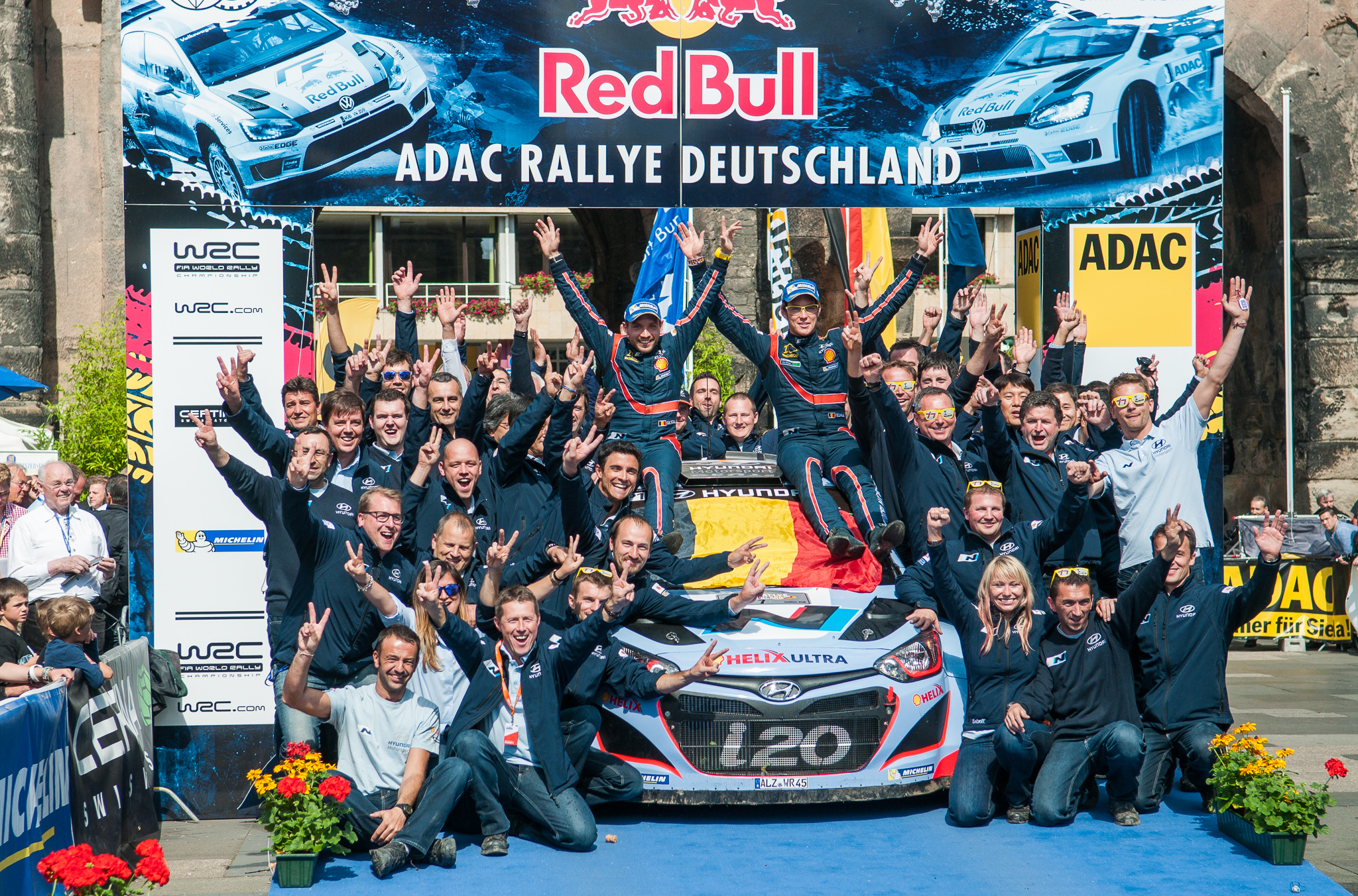
2014 ラリー・ドイチュラントでWRC初優勝

2018年は開幕戦モンテカルロのSS1で、アイスバーンに滑らせてトップ争いから陥落したが、第2戦ラリー・スウェーデンでは非北欧人としてオジェ、ローブに続く3人目の優勝者となった。その後、第6戦ポルトガル、第7戦サルディニア（0.7秒差の逆転勝利）で連勝し、ドイツ終了時にはセバスチャン・オジェに23ポイント差をつけてランキング首位に立った。しかし終盤のトルコ、GB、カタルニアで失速、オジェにランキング首位を明け渡してしまった他、3連勝で挽回を決めたトヨタのタナクにもポイント差を詰められる。3ポイント差で迎えた最終戦オーストラリアでは、三つ巴の緊迫する状況の中最終日にリタイアを喫し、またしてもオジェに6年連続チャンピオンを決められた。この年もオジェを圧倒するスピードを見せチャンピオン最有力と期待されたが、終盤での失速が響き、4度目の年間ランキング2位となった。
2019年も引き続き同じ体制で参戦。2019年から固定ナンバー制度が導入され、フォード時代に使っていた「11」を選んだ。
シーズン序盤から、前年度と同様にタナク、オジェと三つ巴の体制を形作った。開幕戦から2戦連続の表彰台の後に第4戦コルシカでシーズン初優勝を果たしてランキングトップに立った。第5戦アルゼンチンでも優勝し好調に見えたが、第6戦チリで大クラッシュを喫してしまう。これによりランキングトップをオジェに明け渡してしまう。後半戦は絶好調のタナクの後塵を拝してしまうが第12戦GBでタナクに次ぐ2位、第13戦カタルーニャでアルゼンチン以来の勝利を挙げるが、2位に入ったタナクがチャンピオンに決定したためヌービルは5度目の年間ランキング2位となった。この年初めてランキングでオジェを上回った。
2020年は前年チャンピオンのタナクがチームメイトとなる。開幕戦モンテカルロではトヨタのエバンス、オジェと接戦を繰り広げ、最終日は2人を圧倒するスピードを発揮し3位から逆転し念願であったモンテカルロ優勝を果たした。ベルギー人によるモンテカルロ優勝はWRC以前の1924年のジャック・エドワール・レドゥア以来の快挙となった。この年もチャンピオン最有力と期待されていたが、中盤からミスが響き始め、年間ランキングはタナクを下回る4位に終わった。
2021年も同チームから参戦するが、開幕戦モンテカルロのわずか2週間前に長年コ・ドライバーを努めてきたジルスールとのコンビを電撃解消し、若手のマルティン・ヴィダーフと新たにコンビを組む。ヴィダーフはトップレベルでのナビゲーション経験は無い新人であったが、モンテカルロを3位表彰台でフィニッシュ。さらにWRC初開催で母国のイープル・ラリーで優勝を飾り、ヌービルは最終ステージのスパ・フランコルシャンではドーナツターンを披露した。その後第11戦スペインでも勝利したが、またしてもチャンピオン争いに敗れ年間ランキング3位に終わる。

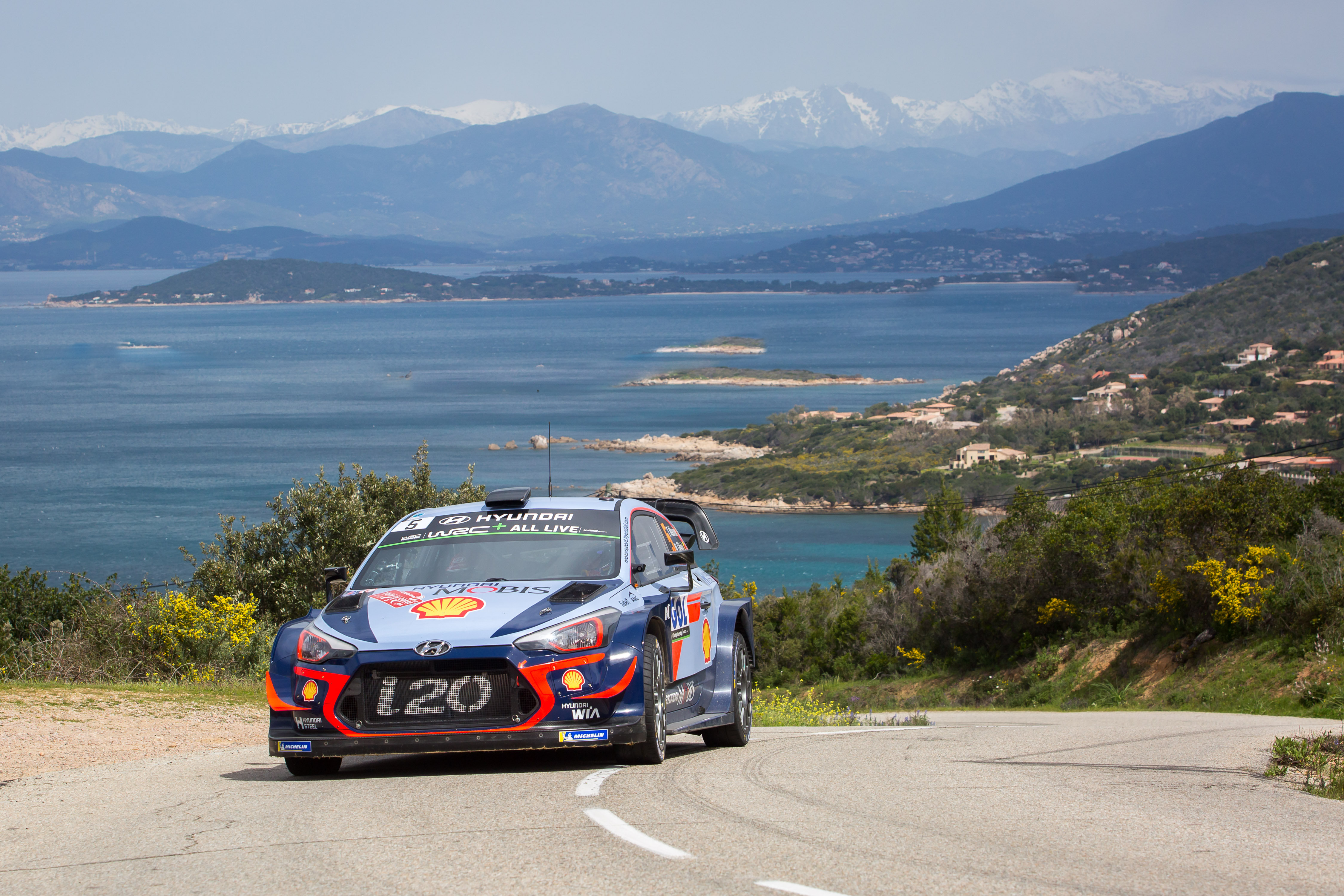
2018年ツール・ド・コルス

2022年はタナクと共に複数年契約を結んだ上で参戦。第7戦終了時点で優勝は無く、新マシンi20 N ラリー1の信頼性の低さに悩まされているが、安定して高い順位でフィニッシュしており、第7戦終了時点で年間ランキングで2位につけた。しかし次戦フィンランドで2勝目を挙げたタナクに1ポイント差で抜かれ、第9戦地元イープルではトップ快走中に先行車の書き出した土砂に足を取られてクラッシュ、タナクに3勝目を献上してしまった。第10戦アクロポリス・ラリーではフォード勢の脱落により首位を得るが、この時ランキングが上のタナクに譲れというチームオーダーが出るか注目された。結局表彰台独占を優先したHMSG社長のショーン・キム直々の指示によりヌービルは順位を守ることができ、ようやくシーズン初優勝を手にした。10年ぶりの開催となったラリージャパンではオーダー無しに優勝を挙げ、タナクと1-2フィニッシュを飾った。
2023年は前年のチームオーダー問題でチームを離れたタナクに代わり、新たにエサペッカ・ラッピがチームメイトとなる。シーズン序盤は開幕戦から第3戦まで3戦連続で表彰台に立ち好調だったが、第4戦クロアチアでトップ走行中にクラッシュ、続くポルトガルでは3位につけていたが最終日にエンジンのパワーダウンに見舞われ5位と苦しい展開となったが、第6戦サルディニアでオジェの脱落とチームメイトのラッピがその直後にポジションを譲ってくれたことも幸いし優勝を挙げ、ラッピと1-2フィニッシュを飾った。第12戦セントラル・ヨーロッパでは2日目にエバンスの脱落によりチャンピオン獲得を優先したロバンペラがペースを落とすと、そこからトップに浮上、そのまま快走しシーズン2勝目を飾った。しかし成績の浮き沈みがあったことでトヨタ勢とのチャンピオン争いに敗れ、3年連続の年間ランキング3位に終わった。

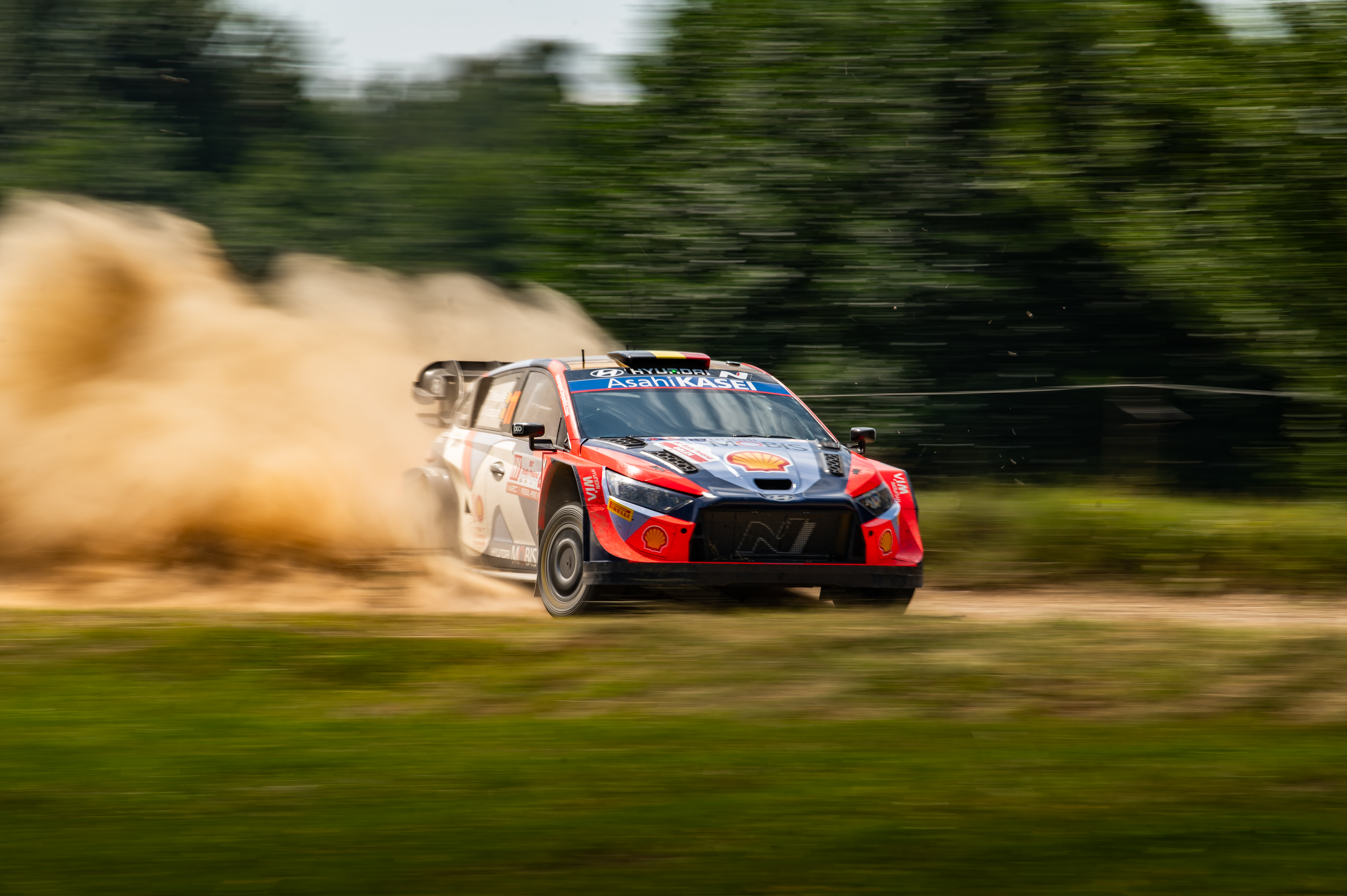
2024年ラリー・ポーランドにて

2024年は再びタナクをチームメイトに迎え参戦。開幕戦モンテカルロでは2日目までトヨタ勢に先行され3位だったが、デイ3で首位に立ち、最終日では今年度新しく設定されたサンデーポイント制度とパワーステージの両方でもトップとなったことでフルポイントの30ポイントを獲得し自身2度目のモンテカルロ優勝を飾った。その後はクロアチアとポルトガルで3位、フィンランドで2位となり、この時点で優勝は開幕戦のみだったこともあり一時ポイント差を詰められる展開もあったが、ライバルたちの失速などにも助けられ2位につけるオジェに21ポイント差をつけ開幕からランキング首位を守っている。第10戦アクロポリスでは初日出遅れるも、2日目にタナックとソルドの後退で首位に立ちそのままリードを守り開幕戦以来のシーズン2勝目を挙げた。またこのラリーではソルドが2位、タナックが3位でチームにとって2年ぶり2度目の表彰台独占を果たした。続くチリは4位、セントラル・ヨーロピアンでは3位、ランキング2位タナックと25ポイント差で最終戦ラリー・ジャパンを迎えた。初日前半は首位に立つが、後半でエンジンパワーが落ちるトラブルに見舞われ優勝争いから脱落。2日目にエンジン交換で復調し7位まで挽回。最終日にトップを快走するタナックがSS17のクラッシュでリタイア。この瞬間何度も届きかけていた念願のドライバーズチャンピオン獲得を決めた。
ブルーノ・ティリー、フレディ・ロイクス、フランソワ・デュバルといった先輩たちが夢見ながら破れたベルギー初世界チャンピオン獲得の大願を成就した。

## 人物
- WRCイベントに出場するたび、その土地の慈善団体や環境保護団体への寄附を行っている（寄附金額は順位によって変わる）。一例を挙げると、優勝した2022年ラリージャパンでは10,000ユーロ（145万円）を捨てられたペットを救う団体に寄附している[10]。
- ドライビングスタイルはオジェやソルドに近いFF的なグリップ走法で、ベルギー人の先輩たちと同様ターマックで強い。WRC復帰後のヒョンデのマシンはいずれも、ヌービルに合わせるような形で開発されており、他のドライバーがマッチングに苦戦するケースがしばし見られる[11]。
- 細ぶちの眼鏡がトレードマーク。青色、黄色、オレンジ色などカラフルなフレームが特徴。
- 弟のヤニックはオフロードレーシングコンストラクター「ライフライブ」社を経営しており、ラリードライバーの才能を発掘するプロジェクト「FIAラリースター」にオートクロスマシンを供給している[12][13]。
- 師匠はフィリップ・ブガルスキーで、キャリア初期のフランス選手権からWRCデビューまで世話をしてもらった。ヘルメットにも描かれている、ヌービルの頭文字「T.N」を用いた個人ロゴ（片仮名の「カ」に見える）のデザインには、ブガルスキーの率いていたAutomecaのロゴへのオマージュが込められている[14]。
- 同郷のスポーツカーレーサーでSUPER GT GT500クラス王者のベルトラン・バゲットと懇意で、2022年ラリージャパンではバゲットは同年一緒に王者となった平峰一貴と観戦していた[15]。
- 2014年メキシコでは、最終SSからサービスパークへ向かうリエゾン区間でラジエターの液漏れが発生。ヌービルは応急措置としてイベントスポンサーのコロナビールから贈られたビールをラジエターに注ぎ足しながら完走し、ヒョンデに3位初表彰台をもたらした[16]。
- 2019年TCRドイツのニュルブルク戦にヒョンデ・i30 N TCRでスポット参戦し、いきなりコースレコードを記録した上でレース1でハットトリックを決める離れ業をやってのけた。
- 2022年クロアチアでは、オルタネーターにトラブルの発生したi20 N ラリー1を800mもの間、コドライバーのウィダグとともに汗まみれになり顔を真っ赤にしながら手で押してタイムコントロールに到着した。到着後は地面に倒れ伏してしまった[17]。

## WRCでの年度別成績

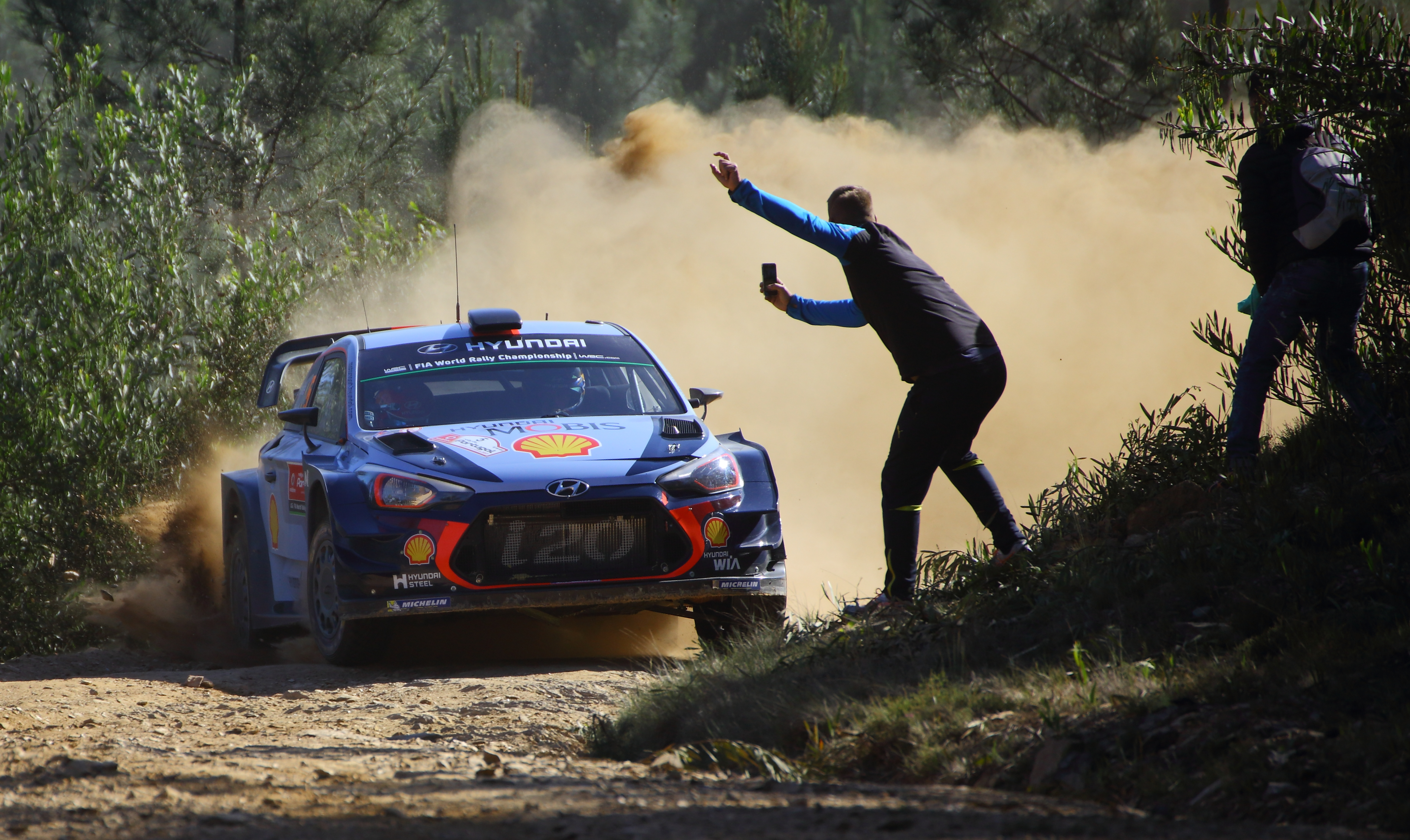
2017年ラリー・ド・ポルトガルでのヌービル

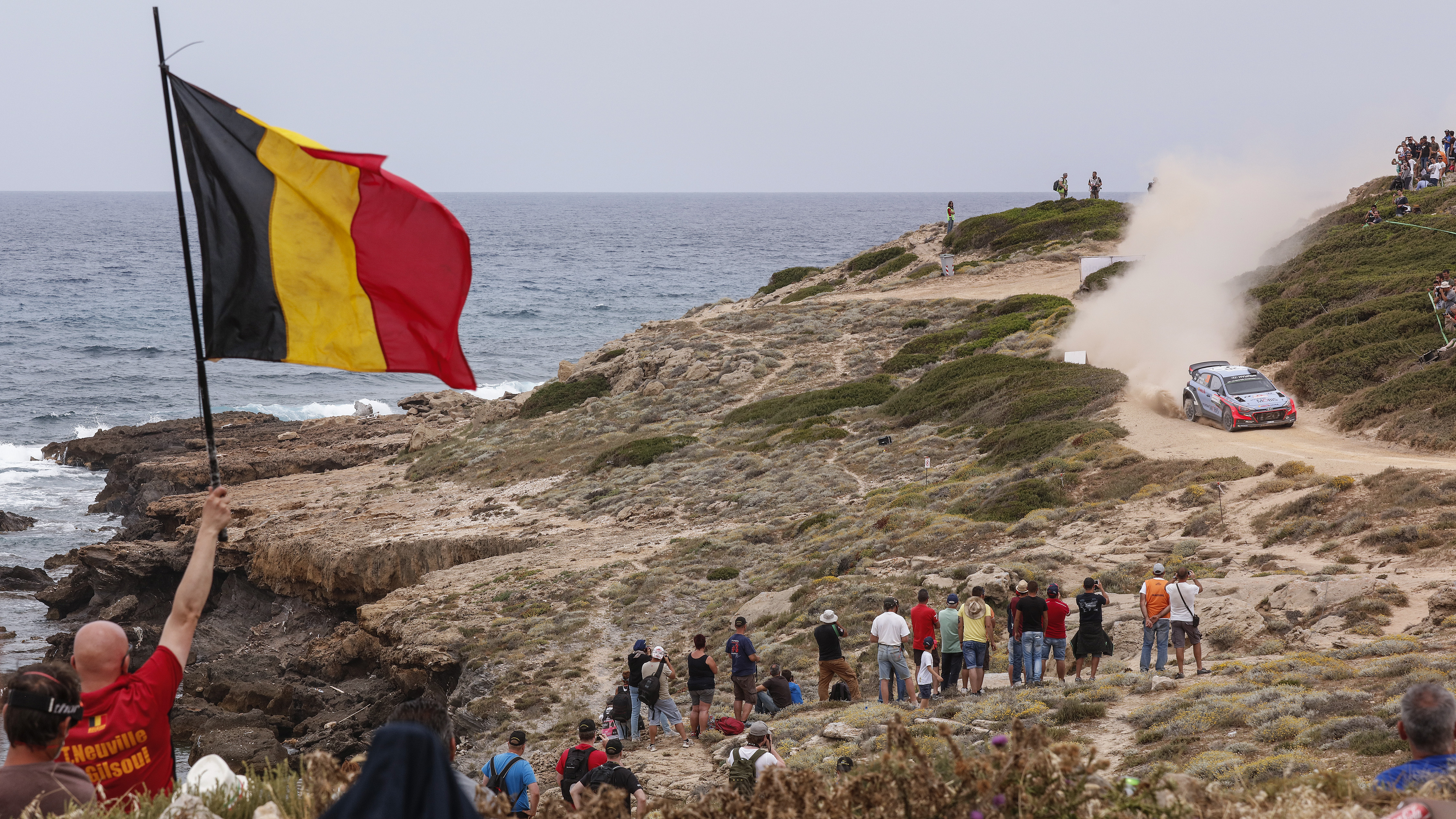
2016年ラリー・イタリア・サルディニアでのヌービル

| 年   | エントラント                   | 車両                        | 1       | 2      | 3       | 4       | 5      | 6       | 7       | 8       | 9       | 10      | 11      | 12     | 13      | 14    | 15  | WDC | ポイント |
| ---- | ------------------------------ | --------------------------- | ------- | ------ | ------- | ------- | ------ | ------- | ------- | ------- | ------- | ------- | ------- | ------ | ------- | ----- | --- | --- | -------- |
| 2008 | ティエリー・ヌービル           | フォード・フィエスタST      | MON     | SWE    | MEX     | ARG     | JOR    | ITA     | GRC     | TUR     | FIN DNS | GER     | NZL     | ESP    | FRA     | JPN   | GBR | NC  | 0        |
| 2009 | ティエリー・ヌービル           | シトロエン・C2 Max          | IRE     | NOR    | CYP     | POR     | ARG    | ITA     | GRE     | POL     | FIN     | AUS     | ESP Ret | GBR    |         |       |     | NC  | 0        |
| 2010 | ティエリー・ヌービル           | シトロエン・C2 S1600        | SWE     | MEX    | JOR     | TUR Ret | NZL    | POR Ret | BUL 12  | FIN     | GER Ret | JPN     | FRA 27  | ESP    | GBR     |       |     | NC  | 0        |
| 2012 | シトロエン・ジュニアチーム     | シトロエン・DS3 WRC         | MON Ret | SWE 12 | MEX 13  | POR 8   | ARG 5  | GRE 6   |         | FIN 16  | GER 12  | GBR 7   | FRA 4   |        | ESP 12  |       |     | 7位 | 53       |
| 2012 | カタール・ワールドラリーチーム | シトロエン・DS3 WRC         |         |        |         |         |        |         | NZL 5   |         |         |         |         | ITA 18 |         |       |     | 7位 | 53       |
| 2013 | カタール・ワールドラリーチーム | フォード・フィエスタ RS WRC | MON Ret | SWE 5  | MEX 3   | POR 17  | ARG 5  | GRE 3   | ITA 2   | FIN 2   | GER 2   | AUS 2   | FRA 4   | ESP 4  | GBR 3   |       |     | 2位 | 176      |
| 2014 | ヒョンデ・シェル・モービスWRT  | ヒョンデ・i20 WRC           | MON Ret | SWE 28 | MEX 3   | POR 7   | ARG 5  | ITA 16  | POL 3   | FIN Ret | GER 1   | AUS 7   | FRA 8   | ESP 6  | GBR 4   |       |     | 6位 | 105      |
| 2015 | ヒョンデ・シェル・モービスWRT  | ヒョンデ・i20 WRC           | MON 5   | SWE 2  | MEX 8   | ARG Ret | POR 38 | ITA 3   | POL 6   | FIN 4   | GER 5   | AUS 7   | FRA 23  | ESP 8  |         |       |     | 6位 | 90       |
| 2015 | ヒョンデ・モータースポーツN    | ヒョンデ・i20 WRC           |         |        |         |         |        |         |         |         |         |         |         |        | GBR Ret |       |     | 6位 | 90       |
| 2016 | ヒョンデ・シェル・モービスWRT  | ヒョンデ・i20 WRC           | MON 3   | SWE 14 | MEX Ret | ARG 6   |        |         | POL 4   | FIN 4   | GER 3   | CHN C   | FRA 2   | ESP 3  | GBR 3   | AUS 3 |     | 2位 | 160      |
| 2016 | ヒョンデ・モータースポーツN    | ヒョンデ・i20 WRC           |         |        |         |         | POR 29 | ITA 1   |         |         |         |         |         |        |         |       |     | 2位 | 160      |
| 2017 | ヒョンデ・シェル・モービスWRT  | ヒョンデ・i20クーペWRC      | MON 15  | SWE 13 | MEX 3   | FRA 1   | ARG 1  | POR 2   | ITA 3   | POL 1   | FIN 6   | GER 44  | ESP Ret | GBR 2  | AUS 1   |       |     | 2位 | 208      |
| 2018 | ヒョンデ・シェル・モービスWRT  | ヒョンデ・i20クーペWRC      | MON 5   | SWE 1  | MEX 6   | FRA 3   | ARG 2  | POR 1   | ITA 1   | FIN 9   | GER 2   | TUR 16  | GBR 5   | ESP 4  | AUS Ret |       |     | 2位 | 201      |
| 2019 | ヒョンデ・シェル・モービスWRT  | ヒョンデ・i20クーペWRC      | MON 2   | SWE 3  | MEX 4   | FRA 1   | ARG 1  | CHL Ret | POR 2   | ITA 6   | FIN 6   | GER 4   | TUR 8   | GBR 2  | ESP 1   | AUS C |     | 2位 | 227      |
| 2020 | ヒョンデ・シェル・モービスWRT  | ヒョンデ・i20クーペWRC      | MON 1   | SWE 6  | MEX 16  | EST Ret | TUR 2  | ITA 2   | MNZ Ret |         |         |         |         |        |         |       |     | 4位 | 87       |
| 2021 | ヒョンデ・シェル・モービスWRT  | ヒョンデ・i20クーペWRC      | MON 3   | ARC 3  | CRO 3   | POR 36  | ITA 3  | KEN Ret | EST 3   | BEL 1   | GRE 8   | FIN Ret | ESP 1   | MNZ 4  |         |       |     | 3位 | 176      |
| 2022 | ヒョンデ・シェル・モービスWRT  | ヒョンデ・i20 N ラリー1     | MON 6   | SWE 2  | CRO 3   | POR 5   | ITA 41 | KEN 5   | EST 4   | FIN 5   | BEL 20  | GRE 1   | NZL 4   | ESP 2  | JPN 1   |       |     | 3位 | 193      |
| 2023 | ヒョンデ・シェル・モービスWRT  | ヒョンデ・i20 N ラリー1     | MON 3   | SWE 3  | MEX 2   | CRO 33  | POR 5  | ITA 1   | KEN DSQ | EST 2   | FIN 2   | GRE 20  | CHL 2   | EUR 1  | JPN 13  |       |     | 3位 | 189      |
| 2024 | ヒョンデ・シェル・モービスWRT  | ヒョンデ・i20 N ラリー1     | MON 1   | SWE 4  | KEN 5   | CRO 3   | POR 3  | ITA 41  | POL 4   | LAT 8   | FIN 2   | GRE 1   | CHL 4   | EUR 3  | JPN 6   |       |     | 1位 | 242      |

* シーズン進行中